# Puerto Rico Open 1989
Il Puerto Rico Open 1989 è stato un torneo di tennis giocato sul cemento. È stata la 7ª edizione del torneo, che fa parte della categoria Tier IV nell'ambito del WTA Tour 1989. Si è giocato a San Juan, in Porto Rico, dal 23 al 29 ottobre 1989.

## Campionesse

### Singolare
Laura Gildemeister ha battuto in finale  Gigi Fernández con il punteggio di 6–1, 6–2

### Doppio
Gigi Fernández /  Robin White e  Cammy MacGregor /  Ronni Reis non hanno disputato la finale per pioggia